# Carlo Bresciani
Carlo Bresciani (* 26. března 1949 Nave) je italský římskokatolický duchovní a emeritní biskup San Benedetto del Tronto-Ripatransone-Montalto.

## Život
Narodil se 26. března 1949 v Nave.
Vstoupil do kněžského semináře v Brescii. Po teologickém studiu byl 7. června 1975 biskupem Luigi Morstabilinim vysvěcen na kněze. Byl poslán do Říma, kde na Papežské univerzitě Gregoriana získal licenciát z psychologie. Roku 1980 se vrátil do diecéze, kde se stal farním vikářem farnosti svatého Jakuba v Brescii a o dva roky později obhájil na Gregorianě doktorát. Začal vyučovat v kněžském semináři.
Pastoračně sloužil v dalších farnostech diecéze např. v Toscolano Maderno či v Lodrino. V letech 1982–2009 přednášel na Katolické univerzitě Nejsvětějšího Srdce v Miláně a vedl Vyšší institut náboženských věd v Brescii. Roku 2008 byl ustanoven rektorem semináře. Dne 4. listopadu 2013 jej papež František jmenoval biskupem San Benedetto del Tronto-Ripatransone-Montalto. Biskupské svěcení přijal 11. ledna 2014 z rukou biskupa Luciana Monariho a spolusvětiteli byli arcibiskup Angelo Vincenzo Zani a biskup Gervasio Gestori.
Dne 2. května 2024 přijal papež jeho rezignaci z důvodu dosažení kanonického věku 75 let.